# 申駿遠
申 駿遠（シン・ジュヌォン、朝鮮語: 신준원、1901年7月23日 - 1966年6月1日）は、日本統治時代の朝鮮の独立運動家、大韓民国のジャーナリスト、政治家。第5代韓国国会議員。

## 経歴
慶尚北道善山郡（現・亀尾市）出身。日本大学文学部卒。故郷善山の三・一運動に参加したことや、大学在学中に朴烈や曺奉岩と共に黒涛会のアナキスト運動に参加したことにより投獄された。帰国後は朴相熙、金雨東らと共に亀尾消費組合を組織し、新聞社の支局長を務めた後、1960年の第5代総選挙で善山郡選挙区より無所属で出馬し当選、国会議員を1期務めた。